# Новкинский сельсовет
Новкинский сельсовет (бел. Ноўкінскі сельсавет) — административная единица на территории Витебского района Витебской области Республики Беларусь. Административный центр — агрогородок Новка.

## История
14 января 2011 года в состав города Витебска включена деревня Бороники, которая 24 марта 2011 года была упразднена как населённый пункт.

## Состав
Новкинский сельсовет включает 37 населённых пунктов:
- Боровская — деревня
- Бровщина — деревня
- Бутяжи — деревня
- Васильки — деревня
- Вишнёвая — деревня
- Воеводки — деревня
- Волосово — деревня
- Городнянский Мох — деревня
- Городняны — деревня
- Грядки — деревня
- Добрейка — деревня
- Добрино — деревня
- Забелино — деревня
- Зубаки — деревня
- Зуи — деревня
- Комары — деревня
- Крестьянка — деревня
- Куковячино — деревня
- Луговые — деревня
- Лутики — деревня
- Медвёдка — деревня
- Железнодорожная станция Медвёдка — посёлок
- Новка — агрогородок
- Новокуковячино — деревня
- Осиновка — деревня
- Павлючёнки — деревня
- Поротьково — деревня
- Перевоз — деревня
- Пушкари — деревня
- Рудаки — деревня
- Свердлово — деревня
- Скребни — деревня
- Сосновка — деревня
- Старинки — деревня
- Ступище — деревня
- Хомищево — деревня
- Якуши — деревня

Упразднённые населённые пункты:
- Бороники — деревня[4]
- Павловичи — деревня

## Достопримечательность
- В деревне Песчанка (она же Боровская) Витебского района на территории Витебского аэроклуба имени А. К. Горовца ДОСААФ имеется 5 мемориальных летательных аппаратов: 3 самолёта — Су-27П, Су-24М, Як-52 и 2 вертолёта — Ми-1, Ми-2У[5].